# جيشن سيليزيا

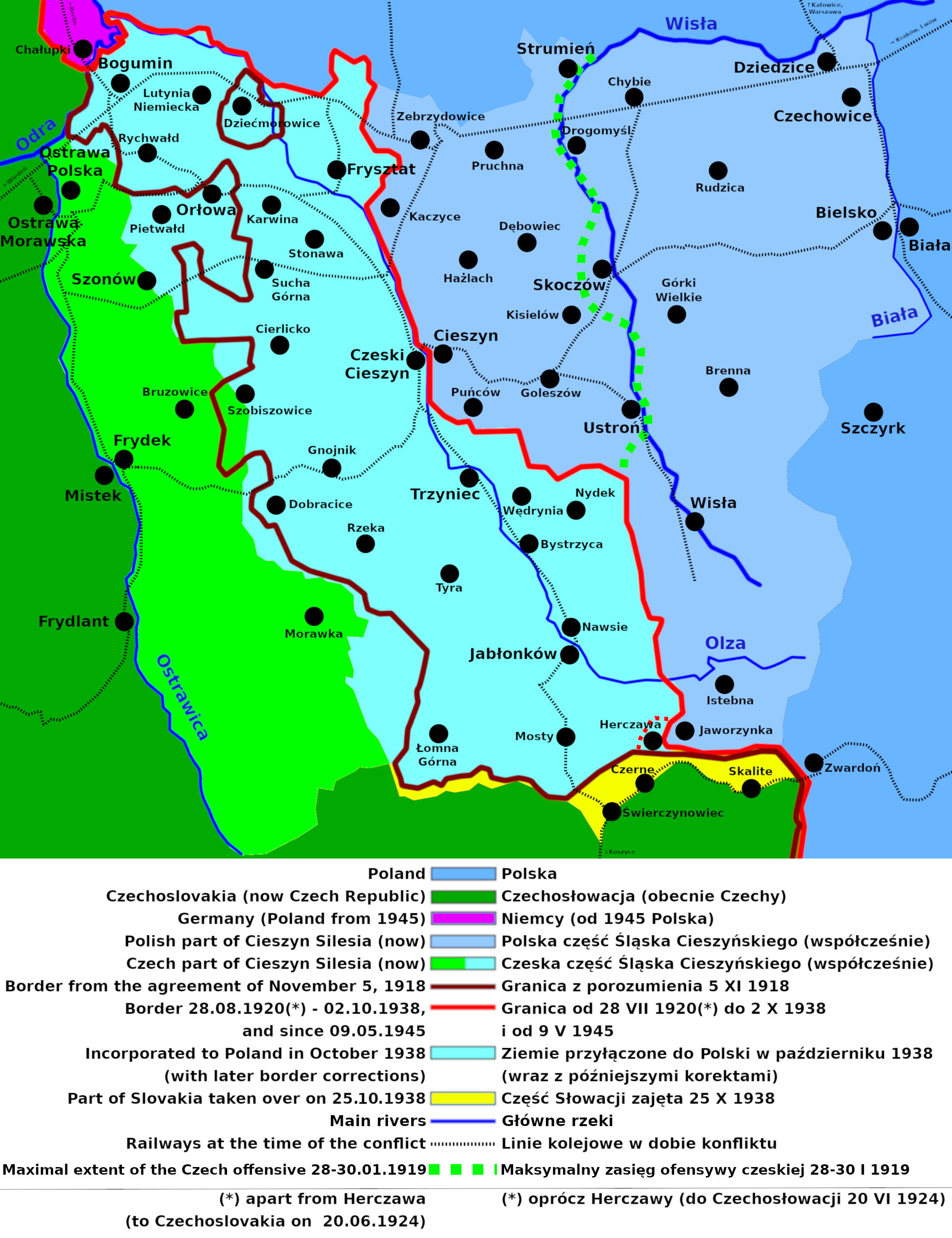
خريطة Cieszyn Silesia وحدودها التاريخية البولندية التشيكية في 1918-1945

Cieszyn Silesia أو Těšín Silesia أو Teschen Silesia ( (بالبولندية: Śląsk Cieszyński)‏ 
‎[ˈɕlɔ̃sk tɕɛˈʂɨj̃skʲi]‏  وصلة=| عن هذا الصوت ؛ (بالتشيكية: Těšínské Slezsko)‏ وصلة=| عن هذا الصوت أو Těšínsko ؛ (بالألمانية: Teschener Schlesien)‏ أو Olsagebiet ) هي منطقة تاريخية في جنوب شرق سيليزيا ، تتمركز في بلدات جيشن وتشيسكي ونهر أولزا. منذ عام 1920 تم تقسيمها بين بولندا وتشيكوسلوفاكيا، وبعد ذلك جمهورية التشيك. تبلغ مساحتها حوالي 2,280 كيلومتر مربع (880 ميل2) ويبلغ عدد سكانها حوالي 810,000 نسمة، منها 1,002 كيلومتر مربع (387 ميل2) (44 ٪) في بولندا، بينما 1,280 كيلومتر مربع (494 ميل2) (56٪) في الجمهورية التشيكية.
الحدود التاريخية للمنطقة هي تقريبًا نفس الحدود التي كانت عليها دوقية تيشين / سيزين المستقلة السابقة. ح 

## القطاع الإدراي
من وجهة نظر إدارية، يقع الجزء البولندي من جيشن سيليزيا داخل محافظة سيليزيا ويضم مقاطعة جيشن والجزء الغربي من مقاطعة Bielsko والجزء الغربي من بلدة بييلسكو-بياوا.

## التاريخ
في 1 أكتوبر 1938، ضمت بولندا زولزي بعد مؤتمر ميونيخ. في 1 سبتمبر 1939 تم ضم زولزي من قبل ألمانيا النازية بعد أن غزت بولندا. خلال الحرب العالمية الثانية كانت Cieszyn Silesia جزءًا من ألمانيا النازية. مباشرة بعد الحرب العالمية الثانية، أعيدت حدودها إلى 1920. وقعت بولندا معاهدة مع تشيكوسلوفاكيا في وارسو في 13 يونيو 1958 تؤكد الحدود كما كانت في 1 يناير 1938. استمر الجزء التشيكي من Cieszyn Silesia في أن يكون جزءًا من تشيكوسلوفاكيا حتى حل الأخيرة في عام 1993 ومنذ ذلك الحين أصبح جزءًا من جمهورية التشيك.

## الحواشي
1. ↑  "EUROREGION ŚLĄSK CIESZYŃSKI - Těšínské Slezsko W PIGUŁCE" (PDF) (بالبولندية). pp. 4–5. Archived from the original (PDF) on 2016-08-10.
2. ↑  "Euroregion TĚŠÍNSKÉ SLEZSKO. Seznam obcí tvořících euroregion v roce 2004" (بالتشيكية). Archived from the original on 2020-04-06.